# Didymodoxa
Didymodoxa là chi thực vật có hoa trong họ Tầm ma.

## Các loài
Chi này gồm các loài:
- Didymodoxa acuminata
- Didymodoxa caffra
- Didymodoxa capensis
- Didymodoxa cuneata
- Didymodoxa debilis
- Didymodoxa integrifolia